# Ligue des champions de basket-ball 2019-2020
Navigation
2018-2019 2020-2021
La Ligue des champions de basket-ball 2019-2020 est la quatrième édition de la Ligue des champions de basket-ball.
Après une saison marquée par la pandémie de Covid-19, qui oblige à arrêter temporairement les compétitions, les organisateurs parviennent finalement à terminer la Ligue des Champions en octobre 2020. Le club espagnol de San Pablo Burgos Miraflores remporte le titre lors de sa toute première campagne européenne, en battant l'AEK Athènes en finale.

## Équipes engagées
| Saison régulière                  | Saison régulière                  | Saison régulière                   | Saison régulière              |
| --------------------------------- | --------------------------------- | ---------------------------------- | ----------------------------- |
| Gaziantep Basketbol (5e)          | Beşiktaş JK (6e)                  | Türk Telekomspor (7e)              | Bandırma Banvit (8e)          |
| JDA Dijon (3e)                    | EB Pau-Lacq-Orthez (5e)           | SIG Strasbourg (6e)                | AEK Athènes (3e)              |
| Peristéri BC (4e)                 | PAOK Salonique (5e)               | Basket Saragosse 2002 (4e)         | Bàsquet Manresa (8e)          |
| Iberostar Tenerife (9e)           | SC Rasta Vechta (4e)              | Brose Baskets (5e)                 | Hapoël Jérusalem (3e)         |
| Hapoël Holon (5e)                 | Dinamo Basket Sassari (2e, CEF)   | New Basket Brindisi (5e)           | BC Ostende (Champion)         |
| ČEZ Basketball Nymburk (Champion) | VEF Riga (Champion)               | Klaipėdos Neptūnas (3e)            | Anwil Włocławek (Champion)    |
| Deuxième tour de qualification    |                                   |                                    |                               |
| Telenet Giants Antwerp (2e)       | San Pablo Burgos Miraflores (11e) | Telekom Baskets Bonn (7e)          | BK Ventspils (2e)             |
| Panevėžio Lietkabelis (4e)        | KK Mornar Bar (2e)                | Twarde Pierniki Toruń (2e)         | BK Nijni Novgorod (8e)        |
| Premier tour de qualification     |                                   |                                    |                               |
| Kapfenberg Bulls (Champion)       | BC Tsmoki-Minsk (Champion)        | Balkan Botevgrad (Champion)        | Keravnós Strovólou (Champion) |
| Bakken Bears (Champion)           | Kauhajoki Karhu Basket (Champion) | Falco KC Szombathely (Champion)    | Sigal Prishtina (Champion)    |
| Donar Groningen (2e)              | Legia Varsovie (8e)               | Benfica Lisbonne (2e)              | CSM Oradea (Champion)         |
| Inter Bratislava (Champion)       | Södertälje Kings (Champion)       | Fribourg Olympic Basket (Champion) | Kiev Basket (2e)              |

AEK Athènes
Peristéri BC

## Calendrier
| Nom | Date aller | Date retour | Date décisif  | Équipes participantes |
| --- | --- | --- | ------------- | --------------------- |
| Qualifications | | |               |                       |
| Premier tour | 17 septembre | 20 septembre | NC            | 16                    |
| Deuxième tour | 26 septembre | 29 septembre | NC            | 16                    |
| Saison régulière | | |               |                       |
| Journées 1 et 8 Journées 2 et 9 Journées 3 et 10 Journées 4 et 11 Journées 5 et 12 Journées 6 et 13 Journées 7 et 14 | 15 et 16 octobre 22 et 23 octobre 29 et 30 octobre 5 et 6 novembre 12 et 13 novembre 19 et 20 novembre 3 et 4 décembre | 10 et 11 décembre 17 et 18 décembre 7 et 8 janvier 14 et 15 janvier 21 et 22 janvier 28 et 29 janvier 4 et 5 février | NC            | 32                    |
| Phase finale | | |               |                       |
| Huitièmes de finale                                                                                                  | 3 et 4 mars | 10 et 11 mars | 17 et 18 mars | 16                    |
| Quarts de finale | 24 et 25 mars | 31 mars et 1er avril                                                                                                 | 7 et 8 avril  | 8                     |
| Final four | 1er et 2 mai | 1er et 2 mai | 1er et 2 mai  | 4                     |

## Compétition

### Qualifications
Le tirage au sort des qualifications s'est déroulé le 5 septembre 2019, à Mies.

#### Premier tour
Ce tour a lieu le 17 septembre 2019 (matchs aller) et le 20 septembre 2019 (matchs retour). Les vainqueurs de ce tour se qualifient pour le deuxième tour de qualification, les perdants sont repêchés au premier tour de la Coupe d'Europe FIBA.
| Équipe 1               | Score   | Équipe 2                | Aller | Retour |
| ---------------------- | ------- | ----------------------- | ----- | ------ |
| Inter Bratislava       | 132-156 | Fribourg Olympic Basket | 82-67 | 50-89  |
| Kauhajoki Karhu Basket | 160-154 | BC Tsmoki-Minsk         | 93-86 | 67-68  |
| Södertälje Kings       | 153-146 | Balkan Botevgrad        | 79-64 | 74-82  |
| Kapfenberg Bulls       | 129-139 | Kiev Basket             | 66-66 | 63-73  |
| Falco KC Szombathely   | 161-158 | CSM Oradea              | 71-62 | 90-96  |
| Sigal Prishtina        | 162-166 | Legia Varsovie          | 79-81 | 83-85  |
| Benfica Lisbonne       | 161-141 | Donar Groningen         | 95-65 | 66-76  |
| Keravnós Strovólou     | 180-164 | Bakken Bears            | 86-95 | 94-69  |

#### Deuxième tour
Ce tour a lieu le 26 septembre 2019 (matchs aller) et les 29 et 30 septembre 2019 (matchs retour). Les vainqueurs de ce tour se qualifient pour la saison régulière, les perdants sont repêchés au premier tour de la Coupe d'Europe FIBA.
| Équipe 1                | Score   | Équipe 2                    | Aller | Retour |
| ----------------------- | ------- | --------------------------- | ----- | ------ |
| Keravnós Strovólou      | 137-148 | Panevėžio Lietkabelis       | 55-71 | 82-77  |
| Benfica Lisbonne        | 150-167 | KK Mornar Bar               | 68-96 | 82-71  |
| Kauhajoki Karhu Basket  | 151-152 | Twarde Pierniki Toruń       | 93-82 | 58-70  |
| Falco KC Szombathely    | 148-124 | BK Ventspils                | 75-69 | 73-55  |
| Södertälje Kings        | 133-150 | Telenet Giants Antwerp      | 60-82 | 73-68  |
| Kiev Basket             | 145-182 | San Pablo Burgos Miraflores | 83-86 | 62-96  |
| Legia Varsovie          | 124-152 | BK Nijni Novgorod           | 61-74 | 63-78  |
| Fribourg Olympic Basket | 138-160 | Telekom Baskets Bonn        | 66-80 | 72-80  |

### Saison régulière
Le tirage au sort de la saison régulière s'est déroulé le 5 septembre 2019, à Mies. La saison régulière se déroule du 15 octobre 2019 au 5 février 2020. Les trente-deux équipes participantes sont réparties en quatre groupes de huit. Chaque club rencontre les sept autres de sa poule deux fois, à domicile et à l'extérieur. Au terme de la saison régulière, les quatre premiers de chaque poule sont qualifiés pour la phase finale.
Légende :

Avant la fin du tour :
- en gras : Mathématiquement qualifié
- en italique : Mathématiquement éliminé

#### Groupe A
| Rang | Équipe                | Pts | J  | G  | P  | Pp   | Pc   | Diff |  | Résultats (dom.\ext.) |       |        |       |       |         |         |        |         |
| ---- | --------------------- | --- | -- | -- | -- | ---- | ---- | ---- |  | --------------------- | ----- | ------ | ----- | ----- | ------- | ------- | ------ | ------- |
| 1    | Türk Telekomspor      | 25  | 14 | 11 | 3  | 1173 | 1075 | 98   |  | Türk Telekomspor      |       | 64-56  | 72-66 | 92-83 | 78-72   | 85-71   | 75-83  | 100-87  |
| 2    | Dinamo Basket Sassari | 25  | 14 | 11 | 3  | 1181 | 1088 | 93   |  | Dinamo Basket Sassari | 92-89 |        | 90-71 | 79-78 | 73-74   | 83-73   | 90-67  | 91-71   |
| 3    | BC Ostende            | 22  | 14 | 8  | 6  | 1059 | 1085 | -26  |  | BC Ostende            | 67-85 | 88-82  |       | 80-66 | 85-72   | 101-86  | 64-71  | 105-103 |
| 4    | Panevėžio Lietkabelis | 21  | 14 | 7  | 7  | 1079 | 1077 | 2    |  | Panevėžio Lietkabelis | 77-91 | 82-86  | 68-76 |       | 77-61   | 78-72   | 82-69  | 98-83   |
| 5    | Bàsquet Manresa       | 21  | 14 | 7  | 7  | 1095 | 1069 | 26   |  | Bàsquet Manresa       | 80-75 | 61-64  | 85-58 | 76-70 |         | 65-67   | 92-68  | 85-81   |
| 6    | Hapoël Holon          | 20  | 14 | 6  | 8  | 1164 | 1170 | -6   |  | Hapoël Holon          | 79-82 | 92-94  | 58-59 | 68-69 | 90-88   |         | 101-94 | 99-86   |
| 7    | SIG Strasbourg        | 18  | 14 | 4  | 10 | 1082 | 1155 | -73  |  | SIG Strasbourg        | 89-90 | 83-88  | 77-64 | 63-66 | 81-63   | 81-86   |        | 75-97   |
| 8    | Twarde Pierniki Toruń | 16  | 14 | 2  | 12 | 1232 | 1345 | -113 |  | Twarde Pierniki Toruń | 73-95 | 95-113 | 70-75 | 81-85 | 102-121 | 105-122 | 97-81  |         |

#### Groupe B
| Rang | Équipe                      | Pts | J  | G  | P  | Pp   | Pc   | Diff |  | Résultats (dom.\ext.)       |         |       |        |       |        |        |        |       |
| ---- | --------------------------- | --- | -- | -- | -- | ---- | ---- | ---- |  | --------------------------- | ------- | ----- | ------ | ----- | ------ | ------ | ------ | ----- |
| 1    | Hapoël Jérusalem            | 25  | 14 | 11 | 3  | 1254 | 1151 | 103  |  | Hapoël Jérusalem            |         | 85-78 | 96-91  | 83-72 | 98-87  | 112-94 | 98-76  | 94-72 |
| 2    | AEK Athènes                 | 23  | 14 | 9  | 5  | 1093 | 1039 | 54   |  | AEK Athènes                 | 91-78   |       | 74-66  | 84-96 | 75-79  | 83-72  | 102-82 | 62-51 |
| 3    | San Pablo Burgos Miraflores | 22  | 14 | 8  | 6  | 1203 | 1132 | 71   |  | San Pablo Burgos Miraflores | 91-84   | 93-76 |        | 92-84 | 87-71  | 110-78 | 78-82  | 90-76 |
| 4    | Bandırma Banvit             | 22  | 14 | 8  | 6  | 1149 | 1111 | 38   |  | Bandırma Banvit             | 69-73   | 50-68 | 84-81  |       | 82-70  | 86-87  | 81-66  | 89-81 |
| 5    | SC Rasta Vechta             | 20  | 14 | 6  | 8  | 1135 | 1166 | -31  |  | SC Rasta Vechta             | 74-83   | 70-81 | 87-93  | 73-81 |        | 89-76  | 93-86  | 79-72 |
| 6    | Anwil Włocławek             | 19  | 14 | 5  | 9  | 1212 | 1279 | -67  |  | Anwil Włocławek             | 102-107 | 77-79 | 100-90 | 84-89 | 103-92 |        | 95-87  | 80-71 |
| 7    | EB Pau-Lacq-Orthez          | 19  | 14 | 5  | 9  | 1087 | 1171 | -84  |  | EB Pau-Lacq-Orthez          | 81-75   | 67-79 | 80-76  | 76-96 | 75-90  | 85-77  |        | 75-57 |
| 8    | Telenet Giants Antwerp      | 18  | 14 | 4  | 10 | 1026 | 1110 | -84  |  | Telenet Giants Antwerp      | 73-88   | 73-61 | 60-65  | 93-90 | 74-81  | 99-87  | 74-69  |       |

#### Groupe C
| Rang | Équipe                 | Pts | J  | G  | P  | Pp   | Pc   | Diff |  | Résultats (dom.\ext.)  |       |       |       |       |       |       |       |        |
| ---- | ---------------------- | --- | -- | -- | -- | ---- | ---- | ---- |  | ---------------------- | ----- | ----- | ----- | ----- | ----- | ----- | ----- | ------ |
| 1    | ČEZ Basketball Nymburk | 26  | 14 | 12 | 2  | 1147 | 1014 | 133  |  | ČEZ Basketball Nymburk |       | 68-78 | 76-72 | 84-72 | 91-71 | 74-72 | 91-74 | 75-56  |
| 2    | Iberostar Tenerife     | 25  | 14 | 11 | 3  | 1134 | 983  | 151  |  | Iberostar Tenerife     | 84-89 |       | 81-67 | 72-68 | 82-64 | 69-67 | 91-61 | 92-59  |
| 3    | BK Nijni Novgorod      | 23  | 14 | 9  | 5  | 1073 | 1042 | 31   |  | BK Nijni Novgorod      | 73-82 | 75-72 |       | 82-76 | 76-75 | 89-64 | 89-69 | 80-78  |
| 4    | Peristéri BC           | 22  | 14 | 8  | 6  | 1027 | 1026 | 1    |  | Peristéri BC           | 75-65 | 54-80 | 71-74 |       | 78-75 | 87-79 | 72-67 | 91-83  |
| 5    | Brose Baskets          | 21  | 14 | 7  | 7  | 1000 | 1003 | -3   |  | Brose Baskets          | 80-84 | 98-96 | 58-73 | 72-69 |       | 86-81 | 81-76 | 91-53  |
| 6    | Gaziantep Basketbol    | 18  | 14 | 4  | 10 | 1040 | 1117 | -77  |  | Gaziantep Basketbol    | 69-79 | 65-88 | 79-76 | 64-70 | 66-76 |       | 86-79 | 86-79  |
| 7    | KK Mornar Bar          | 18  | 14 | 4  | 10 | 1059 | 1157 | -98  |  | KK Mornar Bar          | 66-98 | 74-81 | 87-66 | 65-73 | 77-73 | 84-77 |       | 106-99 |
| 8    | VEF Riga               | 15  | 14 | 1  | 13 | 942  | 1091 | -149 |  | VEF Riga               | 72-91 | 64-68 | 74-81 | 64-71 | 55-76 | 81-85 | 80-74 |        |

#### Groupe D
| Rang | Équipe                | Pts | J  | G  | P | Pp   | Pc   | Diff |  | Résultats (dom.\ext.) |        |       |        |       |       |       |       |        |
| ---- | --------------------- | --- | -- | -- | - | ---- | ---- | ---- |  | --------------------- | ------ | ----- | ------ | ----- | ----- | ----- | ----- | ------ |
| 1    | Basket Saragosse 2002 | 24  | 14 | 10 | 4 | 1136 | 1094 | 42   |  | Basket Saragosse 2002 |        | 75-60 | 72-77  | 80-73 | 70-69 | 86-70 | 86-76 | 96-93  |
| 2    | JDA Dijon             | 23  | 14 | 9  | 5 | 1159 | 1069 | 90   |  | JDA Dijon             | 73-105 |       | 66-78  | 88-47 | 87-68 | 92-71 | 81-76 | 95-79  |
| 3    | Telekom Baskets Bonn  | 22  | 14 | 8  | 6 | 1143 | 1146 | -3   |  | Telekom Baskets Bonn  | 85-71  | 83-72 |        | 86-82 | 91-77 | 97-85 | 83-85 | 101-93 |
| 4    | Beşiktaş JK           | 21  | 14 | 7  | 7 | 1068 | 1079 | -11  |  | Beşiktaş JK           | 73-74  | 65-98 | 80-76  |       | 74-49 | 76-69 | 98-83 | 96-67  |
| 5    | Falco KC Szombathely  | 20  | 14 | 6  | 8 | 1115 | 1107 | 8    |  | Falco KC Szombathely  | 70-77  | 82-81 | 91-59  | 79-83 |       | 97-73 | 76-66 | 93-83  |
| 6    | Klaipėdos Neptūnas    | 20  | 14 | 6  | 8 | 1137 | 1166 | -29  |  | Klaipėdos Neptūnas    | 91-73  | 75-89 | 93-68  | 86-80 | 87-83 |       | 80-86 | 81-71  |
| 7    | PAOK Salonique        | 19  | 14 | 5  | 9 | 1143 | 1188 | -45  |  | PAOK Salonique        | 93-78  | 77-84 | 103-84 | 60-69 | 80-89 | 72-94 |       | 95-91  |
| 8    | New Basket Brindisi   | 19  | 14 | 5  | 9 | 1203 | 1255 | -52  |  | New Basket Brindisi   | 91-93  | 88-93 | 76-75  | 84-72 | 98-92 | 96-82 | 93-91 |        |

### Phase finale
AEK
 Peristéri
Les play-offs devaient se disputer du 3 mars au 2 mai 2020. Ils se composaient de huitièmes et de quarts de finales, disputés sous forme de séries au meilleur des trois matchs ; puis d'un Final Four, avec demi-finales, match pour la troisième place et finale, tous disputés en un match sec.
Un tirage au sort a lieu le 18 février 2020 afin de déterminer les huitièmes et les quarts de finale. Les premiers de groupe jouent leur huitièmes contre des quatrièmes de groupe, les deuxièmes rencontrent quant à eux des troisièmes de groupe. Deux équipes provenant du même groupe ne peuvent se rencontrer lors des huitièmes de finale.
Un second tirage au sort aurait dû déterminer les demi-finales lors du Final Four, une fois que les quatre participants sont connus.
| Les 16 qualifiés - récapitulatif avant tirage au sort | Les 16 qualifiés - récapitulatif avant tirage au sort | Les 16 qualifiés - récapitulatif avant tirage au sort | Les 16 qualifiés - récapitulatif avant tirage au sort | Les 16 qualifiés - récapitulatif avant tirage au sort |
| Groupe                                                | 1er                                                   | 2e                                                    | 3e                                                    | 4e                                                    |
| ----------------------------------------------------- | ----------------------------------------------------- | ----------------------------------------------------- | ----------------------------------------------------- | ----------------------------------------------------- |
| A                                                     | Türk Telekomspor                                      | Dinamo Basket Sassari                                 | BC Ostende                                            | Panevėžio Lietkabelis                                 |
| B                                                     | Hapoël Jérusalem                                      | AEK Athènes                                           | San Pablo Burgos Miraflores                           | Bandırma Banvit                                       |
| C                                                     | ČEZ Basketball Nymburk                                | Iberostar Tenerife                                    | BK Nijni Novgorod                                     | Peristéri BC                                          |
| D                                                     | Basket Saragosse 2002                                 | JDA Dijon                                             | Telekom Baskets Bonn                                  | Beşiktaş JK                                           |

#### Pandémie de Covid-19 et modification du format
Le 12 mars 2020, en raison de la pandémie de Covid-19, la FIBA décide de suspendre l'intégralité de ses compétitions. Les deux premiers matchs des huitièmes de finale étaient déjà joués, qualifiant six équipes pour les quarts de finale.
Le 31 mars 2020, le comité directeur de la Ligue des Champions annonce l'organisation d'un Final Eight, à élimination directe, pour terminer la compétition du 30 septembre au 4 octobre 2020. Les matchs des huitièmes de finale restants (Dijon - Nijni Novgorod et Tenerife-Ostende) se joueront avant ce Final Eight.

#### Tableau
|  | Huitièmes de finale | Huitièmes de finale          | Huitièmes de finale          | Huitièmes de finale          | Huitièmes de finale    |    |                 | Quarts de finale       | Quarts de finale | Quarts de finale |   |    | Demi-finales          | Demi-finales          | Demi-finales |    |           | Finale                       | Finale | Finale |
|  |                     |                              |                              |                              |                        |    |                 |                        |                  |                  |   |    |                       |                       |              |    |           |                              |        |        |
|  | A1                  | Türk Telekomspor             | 89                           | 84                           | -                      |    |                 |                        |                  |                  |   |    |                       |                       |              |    |           |                              |        |        |
|  | D4                  | Beşiktaş JK                  | 78                           | 66                           | -                      |    |                 |                        |                  |                  |   |    |                       |                       |              |    |           |                              |        |        |
|  | D4                  | Beşiktaş JK                  | 78                           | 66                           | -                      |    | A1              | Türk Telekomspor       | 82               |                  |   |    |                       |                       |              |    |           |                              |        |        |
|  |                     |                              |                              |                              |                        |    | A1              | Türk Telekomspor       | 82               |                  |   |    |                       |                       |              |    |           |                              |        |        |
|  |                     |                              | D2                           | JDA Dijon                    | 83                     |    |                 |                        |                  |                  |   |    |                       |                       |              |    |           |                              |        |        |
|  | D2                  | JDA Dijon                    | D2                           | JDA Dijon                    | 83                     | 88 | 79              | 75                     |                  |                  |   |    |                       |                       |              |    |           |                              |        |        |
|  | D2                  | JDA Dijon                    |                              |                              |                        | 88 | 79              | 75                     |                  |                  |   |    |                       |                       |              |    |           |                              |        |        |
|  | C3                  | BK Nijni Novgorod            | 73                           | 88                           | 67                     |    |                 |                        |                  |                  |   |    |                       |                       |              |    |           |                              |        |        |
|  | C3                  | BK Nijni Novgorod            | 73                           | 88                           | 67                     |    |                 |                        |                  |                  |   | D2 | JDA Dijon             | 67                    |              |    |           |                              |        |        |
|  |                     |                              |                              |                              |                        |    |                 |                        |                  |                  |   | D2 | JDA Dijon             | 67                    |              |    |           |                              |        |        |
|  |                     | B3                           | San Pablo Burgos Miraflores0 | 81                           |                        |    |                 |                        |                  |                  |   |    |                       |                       |              |    |           |                              |        |        |
|  | B1                  | B3                           | San Pablo Burgos Miraflores0 | 81                           | Hapoël Jérusalem       | 91 | 79              | -                      |                  |                  |   |    |                       |                       |              |    |           |                              |        |        |
|  | B1                  |                              |                              |                              | Hapoël Jérusalem       | 91 | 79              | -                      |                  |                  |   |    |                       |                       |              |    |           |                              |        |        |
|  | C4                  | Peristéri BC                 | 78                           | 73                           | -                      |    |                 |                        |                  |                  |   |    |                       |                       |              |    |           |                              |        |        |
|  | C4                  | Peristéri BC                 | 78                           | 73                           | -                      |    | B1              | Hapoël Jérusalem       | 65               |                  |   |    |                       |                       |              |    |           |                              |        |        |
|  |                     |                              |                              |                              |                        |    | B1              | Hapoël Jérusalem       | 65               |                  |   |    |                       |                       |              |    |           |                              |        |        |
|  |                     |                              | B3                           | San Pablo Burgos Miraflores0 | 92                     |    |                 |                        |                  |                  |   |    |                       |                       |              |    |           |                              |        |        |
|  | A2                  | Dinamo Basket Sassari        | B3                           | San Pablo Burgos Miraflores0 | 92                     | 81 | 80              | -                      |                  |                  |   |    |                       |                       |              |    |           |                              |        |        |
|  | A2                  | Dinamo Basket Sassari        |                              |                              |                        | 81 | 80              | -                      |                  |                  |   |    |                       |                       |              |    |           |                              |        |        |
|  | B3                  | San Pablo Burgos Miraflores0 | 84                           | 95                           | -                      |    |                 |                        |                  |                  |   |    |                       |                       |              |    |           |                              |        |        |
|  | B3                  | San Pablo Burgos Miraflores0 | 84                           | 95                           | -                      |    |                 |                        |                  |                  |   |    |                       |                       |              |    | B3        | San Pablo Burgos Miraflores0 | 85     |        |
|  |                     |                              |                              |                              |                        |    |                 |                        |                  |                  |   |    |                       |                       |              |    | B3        | San Pablo Burgos Miraflores0 | 85     |        |
|  |                     | B2                           | AEK Athènes                  | 74                           |                        |    |                 |                        |                  |                  |   |    |                       |                       |              |    |           |                              |        |        |
|  | D1                  | B2                           | AEK Athènes                  | 74                           | Basket Saragosse 2002  | 76 | 90              | -                      |                  |                  |   |    |                       |                       |              |    |           |                              |        |        |
|  | D1                  |                              |                              |                              | Basket Saragosse 2002  | 76 | 90              | -                      |                  |                  |   |    |                       |                       |              |    |           |                              |        |        |
|  | A4                  | Panevėžio Lietkabelis        | 67                           | 88                           | -                      |    |                 |                        |                  |                  |   |    |                       |                       |              |    |           |                              |        |        |
|  | A4                  | Panevėžio Lietkabelis        | 67                           | 88                           | -                      |    | D1              | Basket Saragosse 2002  | 87               |                  |   |    |                       |                       |              |    |           |                              |        |        |
|  |                     |                              |                              |                              |                        |    | D1              | Basket Saragosse 2002  | 87               |                  |   |    |                       |                       |              |    |           |                              |        |        |
|  |                     |                              | C2                           | Iberostar Tenerife           | 81                     |    |                 |                        |                  |                  |   |    |                       |                       |              |    |           |                              |        |        |
|  | C2                  | Iberostar Tenerife           | C2                           | Iberostar Tenerife           | 81                     | 85 | 69              | 62                     |                  |                  |   |    |                       |                       |              |    |           |                              |        |        |
|  | C2                  | Iberostar Tenerife           |                              |                              |                        | 85 | 69              | 62                     |                  |                  |   |    |                       |                       |              |    |           |                              |        |        |
|  | A3                  | BC Ostende                   | 75                           | 75                           | 54                     |    |                 |                        |                  |                  |   |    |                       |                       |              |    |           |                              |        |        |
|  | A3                  | BC Ostende                   | 75                           | 75                           | 54                     |    |                 |                        |                  |                  |   | D1 | Basket Saragosse 2002 | 75                    |              |    |           |                              |        |        |
|  |                     |                              |                              |                              |                        |    |                 |                        |                  |                  |   | D1 | Basket Saragosse 2002 | 75                    |              |    |           |                              |        |        |
|  |                     | B2                           | AEK Athènes                  | 99                           |                        |    | Troisième place | Troisième place        | Troisième place  |                  |   |    |                       |                       |              |    |           |                              |        |        |
|  | C1                  | B2                           | AEK Athènes                  | 99                           | ČEZ Basketball Nymburk | 92 | Troisième place | Troisième place        | Troisième place  | 86               | - |    |                       |                       |              |    |           |                              |        |        |
|  | C1                  |                              |                              |                              | ČEZ Basketball Nymburk | 92 |                 |                        |                  | 86               | - |    |                       |                       |              |    |           |                              |        |        |
|  | B4                  | Bandırma Banvit              | 70                           | 72                           | -                      |    |                 |                        |                  |                  |   |    |                       |                       |              |    |           |                              |        |        |
|  | B4                  | Bandırma Banvit              | 70                           | 72                           | -                      |    | C1              | ČEZ Basketball Nymburk | 82               |                  |   |    |                       |                       |              | D2 | JDA Dijon | 70                           |        |        |
|  |                     |                              |                              |                              |                        |    | C1              | ČEZ Basketball Nymburk | 82               |                  |   |    |                       |                       |              | D2 | JDA Dijon | 70                           |        |        |
|  |                     |                              | B2                           | AEK Athènes                  | 94                     |    |                 |                        |                  |                  |   |    | D1                    | Basket Saragosse 2002 | 65           |    |           |                              |        |        |
|  | B2                  | AEK Athènes                  | B2                           | AEK Athènes                  | 94                     | 92 | 90              | -                      |                  |                  |   |    | D1                    | Basket Saragosse 2002 | 65           |    |           |                              |        |        |
|  | B2                  | AEK Athènes                  |                              |                              |                        | 92 | 90              | -                      |                  |                  |   |    |                       |                       |              |    |           |                              |        |        |
|  | D3                  | Telekom Baskets Bonn         | 85                           | 86                           | -                      |    |                 |                        |                  |                  |   |    |                       |                       |              |    |           |                              |        |        |

#### Huitièmes de finale
| 4 mars 2020 19h15 IST | Rapport | Hapoël Jérusalem                                                        | 91–78                               | Peristéri BC                                                             |  | Pais Arena, Jérusalem Arbitres : Eddie Viator Marius Ciulin Zafer Yilmaz |
| 4 mars 2020 19h15 IST | Rapport | Score par quart-temps : 25-18, 23-28, 24-21, 19-11                      |                                     |                                                                          |  | Pais Arena, Jérusalem Arbitres : Eddie Viator Marius Ciulin Zafer Yilmaz |
| 4 mars 2020 19h15 IST | Rapport | Score par mi-temps : 48-46, 43-32                                       |                                     |                                                                          |  | Pais Arena, Jérusalem Arbitres : Eddie Viator Marius Ciulin Zafer Yilmaz |
| 4 mars 2020 19h15 IST | Rapport | TaShawn Thomas, 16 TaShawn Thomas, 7 J'Covan Brown, 8 J'Covan Brown, 21 | Points Rebonds Passes d. Évaluation | Yanick Moreira, 20 Yanick Moreira, 11 DeAndre Kane, 4 Yanick Moreira, 22 |  | Pais Arena, Jérusalem Arbitres : Eddie Viator Marius Ciulin Zafer Yilmaz |

| 11 mars 2020 19h00 EET | Rapport | Peristéri BC                                                                | 73–79                               | Hapoël Jérusalem                                                        |  | Halle Andréas Papandréou, Peristéri Arbitres : Oskars Lucis Gentian Cici Alexandre Deman |
| 11 mars 2020 19h00 EET | Rapport | Score par quart-temps : 11-17, 17-29, 19-7, 26-26                           |                                     |                                                                         |  | Halle Andréas Papandréou, Peristéri Arbitres : Oskars Lucis Gentian Cici Alexandre Deman |
| 11 mars 2020 19h00 EET | Rapport | Score par mi-temps : 28-46, 45-33                                           |                                     |                                                                         |  | Halle Andréas Papandréou, Peristéri Arbitres : Oskars Lucis Gentian Cici Alexandre Deman |
| 11 mars 2020 19h00 EET | Rapport | Yanick Moreira, 14 Yanick Moreira, 11 William Hatcher, 5 Yanick Moreira, 16 | Points Rebonds Passes d. Évaluation | J'Covan Brown, 25 TaShawn Thomas, 5 J'Covan Brown, 4 James Feldeine, 21 |  | Halle Andréas Papandréou, Peristéri Arbitres : Oskars Lucis Gentian Cici Alexandre Deman |
| 11 mars 2020 19h00 EET | Rapport | Hapoël Jérusalem remporte la série 2 matchs à 0.                            |                                     |                                                                         |  | Halle Andréas Papandréou, Peristéri Arbitres : Oskars Lucis Gentian Cici Alexandre Deman |

| 4 mars 2020 20h00 CET | Rapport | Basket Saragosse 2002                                                | 76–67                               | Panevėžio Lietkabelis                                                   |  | Pavillon Príncipe Felipe, Saragosse Arbitres : Yohan Rosso Yener Yilmaz Nicolas Maestre |
| 4 mars 2020 20h00 CET | Rapport | Score par quart-temps : 21-20, 24-19, 20-10, 11-18                   |                                     |                                                                         |  | Pavillon Príncipe Felipe, Saragosse Arbitres : Yohan Rosso Yener Yilmaz Nicolas Maestre |
| 4 mars 2020 20h00 CET | Rapport | Score par mi-temps : 45-39, 31-28                                    |                                     |                                                                         |  | Pavillon Príncipe Felipe, Saragosse Arbitres : Yohan Rosso Yener Yilmaz Nicolas Maestre |
| 4 mars 2020 20h00 CET | Rapport | Dylan Ennis, 14 Jason Thompson, 6 Brussino, Ennis, 4 Dylan Ennis, 17 | Points Rebonds Passes d. Évaluation | Željko Šakić, 18 Vytenis Lipkevičius, 5 Tomas Dimša, 4 Šakić, Dimša, 11 |  | Pavillon Príncipe Felipe, Saragosse Arbitres : Yohan Rosso Yener Yilmaz Nicolas Maestre |

| 10 mars 2020 19h00 EET | Rapport | Panevėžio Lietkabelis                                         | 88–90                               | Basket Saragosse 2002                                                      |  | Cido arena, Panevėžys Arbitres : ?? |
| 10 mars 2020 19h00 EET | Rapport | Score par quart-temps : 31-25, 23-23, 19-21, 15-21            |                                     |                                                                            |  | Cido arena, Panevėžys Arbitres : ?? |
| 10 mars 2020 19h00 EET | Rapport | Score par mi-temps : 54-48, 34-42                             |                                     |                                                                            |  | Cido arena, Panevėžys Arbitres : ?? |
| 10 mars 2020 19h00 EET | Rapport | Tomas Dimša, 18 Željko Šakić, 5 3 joueurs, 5 Željko Šakić, 20 | Points Rebonds Passes d. Évaluation | Nicolás Brussino, 21 Jason Thompson, 7 Dylan Ennis, 7 Nicolás Brussino, 31 |  | Cido arena, Panevėžys Arbitres : ?? |
| 10 mars 2020 19h00 EET | Rapport | Basket Saragosse 2002 remporte la série 2 matchs à 0.         |                                     |                                                                            |  | Cido arena, Panevėžys Arbitres : ?? |

| 3 mars 2020 19h00 CET | Rapport | ČEZ Basketball Nymburk                                                     | 92–70                               | Bandırma Banvit                                                        |  | Královka Arena, Prague Arbitres : ?? |
| 3 mars 2020 19h00 CET | Rapport | Score par quart-temps : 29-19, 27-21, 23-12, 13-18                         |                                     |                                                                        |  | Královka Arena, Prague Arbitres : ?? |
| 3 mars 2020 19h00 CET | Rapport | Score par mi-temps : 56-40, 36-30                                          |                                     |                                                                        |  | Královka Arena, Prague Arbitres : ?? |
| 3 mars 2020 19h00 CET | Rapport | Vojtěch Hruban, 19 Vojtěch Hruban, 9 Deishuan Booker, 5 Vojtěch Hruban, 24 | Points Rebonds Passes d. Évaluation | Şehmus Hazer, 17 Yilmaz, Haltali, 8 Şehmus Hazer, 5 Haltali, Hazer, 16 |  | Královka Arena, Prague Arbitres : ?? |

| 10 mars 2020 20h00 TRT | Rapport | Bandırma Banvit                                                          | 72–86                               | ČEZ Basketball Nymburk                                                    |  | Kara Ali Acar Spor Salonu, Bandırma Arbitres : Aleksandar Glisic Sergii Zashchuk Martin Vulic |
| 10 mars 2020 20h00 TRT | Rapport | Score par quart-temps : 18-22, 15-26, 16-17, 23-21                       |                                     |                                                                           |  | Kara Ali Acar Spor Salonu, Bandırma Arbitres : Aleksandar Glisic Sergii Zashchuk Martin Vulic |
| 10 mars 2020 20h00 TRT | Rapport | Score par mi-temps : 33-48, 39-38                                        |                                     |                                                                           |  | Kara Ali Acar Spor Salonu, Bandırma Arbitres : Aleksandar Glisic Sergii Zashchuk Martin Vulic |
| 10 mars 2020 20h00 TRT | Rapport | Alperen Şengün, 25 Alperen Şengün, 13 Erdek, Hazer, 8 Alperen Şengün, 28 | Points Rebonds Passes d. Évaluation | Vojtěch Hruban, 19 Hayden Dalton, 9 Jaromir Bohacik, 6 Vojtěch Hruban, 28 |  | Kara Ali Acar Spor Salonu, Bandırma Arbitres : Aleksandar Glisic Sergii Zashchuk Martin Vulic |
| 10 mars 2020 20h00 TRT | Rapport | ČEZ Basketball Nymburk remporte la série 2 matchs à 0.                   |                                     |                                                                           |  | Kara Ali Acar Spor Salonu, Bandırma Arbitres : Aleksandar Glisic Sergii Zashchuk Martin Vulic |

| 4 mars 2020 20h00 TRT | Rapport | Türk Telekomspor                                                         | 89–78                               | Beşiktaş JK                                                              |  | Ankara Arena, Ankara Arbitres : Aleksandar Glisic Sergii Zashchuk Sasa Marisic |
| 4 mars 2020 20h00 TRT | Rapport | Score par quart-temps : 28-23, 17-19, 22-17, 22-19                       |                                     |                                                                          |  | Ankara Arena, Ankara Arbitres : Aleksandar Glisic Sergii Zashchuk Sasa Marisic |
| 4 mars 2020 20h00 TRT | Rapport | Score par mi-temps : 45-42, 44-36                                        |                                     |                                                                          |  | Ankara Arena, Ankara Arbitres : Aleksandar Glisic Sergii Zashchuk Sasa Marisic |
| 4 mars 2020 20h00 TRT | Rapport | T. J. Campbell, 27 Johnson, Fall, 7 T. J. Campbell, 8 T. J. Campbell, 31 | Points Rebonds Passes d. Évaluation | Toddrick Gotcher, 16 Oğuz Savaş, 10 İsmet Akpınar, 5 Yıldızlı, Savaş, 17 |  | Ankara Arena, Ankara Arbitres : Aleksandar Glisic Sergii Zashchuk Sasa Marisic |

| 11 mars 2020 20h00 TRT | Rapport | Beşiktaş JK                                               | 66–84                               | Türk Telekomspor                                                 |  | BJK Akatlar Arena, Istanbul Arbitres : Antonio Conde Marius Ciulin Martin Horozov |
| 11 mars 2020 20h00 TRT | Rapport | Score par quart-temps : 22-18, 15-28, 14-22, 15-16        |                                     |                                                                  |  | BJK Akatlar Arena, Istanbul Arbitres : Antonio Conde Marius Ciulin Martin Horozov |
| 11 mars 2020 20h00 TRT | Rapport | Score par mi-temps : 37-46, 29-38                         |                                     |                                                                  |  | BJK Akatlar Arena, Istanbul Arbitres : Antonio Conde Marius Ciulin Martin Horozov |
| 11 mars 2020 20h00 TRT | Rapport | Oğuz Savaş, 23 Oğuz Savaş, 8 Oğuz Savaş, 5 Oğuz Savaş, 32 | Points Rebonds Passes d. Évaluation | Nick Johnson, 27 Metin Türen, 9 Nick Johnson, 8 Nick Johnson, 35 |  | BJK Akatlar Arena, Istanbul Arbitres : Antonio Conde Marius Ciulin Martin Horozov |
| 11 mars 2020 20h00 TRT | Rapport | Türk Telekomspor remporte la série 2 matchs à 0.          |                                     |                                                                  |  | BJK Akatlar Arena, Istanbul Arbitres : Antonio Conde Marius Ciulin Martin Horozov |

| 3 mars 2020 19h30 WET | Rapport | Iberostar Tenerife                                                                        | 85–75                               | BC Ostende                                                                            |  | Pabellón Insular Santiago Martín, San Cristóbal de La Laguna Arbitres : ?? |
| 3 mars 2020 19h30 WET | Rapport | Score par quart-temps : 29-20, 19-17, 16-21, 21-17                                        |                                     |                                                                                       |  | Pabellón Insular Santiago Martín, San Cristóbal de La Laguna Arbitres : ?? |
| 3 mars 2020 19h30 WET | Rapport | Score par mi-temps : 48-37, 37-38                                                         |                                     |                                                                                       |  | Pabellón Insular Santiago Martín, San Cristóbal de La Laguna Arbitres : ?? |
| 3 mars 2020 19h30 WET | Rapport | Giorgi Shermadini, 25 Marcelinho Huertas, 6 Marcelinho Huertas, 10 Marcelinho Huertas, 29 | Points Rebonds Passes d. Évaluation | Yannick Desiron, 16 Troy Caupain, Amar Sylla, 5 Dušan Đorđević, 5 Yannick Desiron, 21 |  | Pabellón Insular Santiago Martín, San Cristóbal de La Laguna Arbitres : ?? |

| 10 mars 2020 20h00 CET | Rapport | BC Ostende                                                                 | 75–69                               | Iberostar Tenerife                                                                |  | Versluys Dôme, Ostende Arbitres : Georgios Poursanidis Yener Yilmaz Carsten Straube |
| 10 mars 2020 20h00 CET | Rapport | Score par quart-temps : 19-17, 22-19, 18-18, 16-15                         |                                     |                                                                                   |  | Versluys Dôme, Ostende Arbitres : Georgios Poursanidis Yener Yilmaz Carsten Straube |
| 10 mars 2020 20h00 CET | Rapport | Score par mi-temps : 41-36, 34-33                                          |                                     |                                                                                   |  | Versluys Dôme, Ostende Arbitres : Georgios Poursanidis Yener Yilmaz Carsten Straube |
| 10 mars 2020 20h00 CET | Rapport | Jean-Marc Mwema, 17 Loïc Schwartz, 5 Dušan Đorđević, 4 Jean-Marc Mwema, 15 | Points Rebonds Passes d. Évaluation | Giorgi Shermadini, 19 Díez, Shermadini, 5 Huertas, Lopez, 4 Giorgi Shermadini, 18 |  | Versluys Dôme, Ostende Arbitres : Georgios Poursanidis Yener Yilmaz Carsten Straube |

| 16 septembre 2020 19h30 WEST | Rapport | Iberostar Tenerife                                                                      | 62–54                               | BC Ostende                                                      |  | Pabellón Insular Santiago Martín, San Cristóbal de La Laguna Arbitres : Yohan Rosso Eddie Viator Alexandre Deman |
| 16 septembre 2020 19h30 WEST | Rapport | Score par quart-temps : 17-10, 13-20, 21-13, 11-11                                      |                                     |                                                                 |  | Pabellón Insular Santiago Martín, San Cristóbal de La Laguna Arbitres : Yohan Rosso Eddie Viator Alexandre Deman |
| 16 septembre 2020 19h30 WEST | Rapport | Score par mi-temps : 30-30, 32-24                                                       |                                     |                                                                 |  | Pabellón Insular Santiago Martín, San Cristóbal de La Laguna Arbitres : Yohan Rosso Eddie Viator Alexandre Deman |
| 16 septembre 2020 19h30 WEST | Rapport | Marcelinho Huertas, 13 Shermadini, Cavanaugh, 10 Tyler Cavanaugh, 4 Tyler Cavanaugh, 17 | Points Rebonds Passes d. Évaluation | Thomas Welsh, 13 Thomas Welsh, 12 3 joueurs, 3 Thomas Welsh, 23 |  | Pabellón Insular Santiago Martín, San Cristóbal de La Laguna Arbitres : Yohan Rosso Eddie Viator Alexandre Deman |
| 16 septembre 2020 19h30 WEST | Rapport | Iberostar Tenerife remporte la série 2 matchs à 1.                                      |                                     |                                                                 |  | Pabellón Insular Santiago Martín, San Cristóbal de La Laguna Arbitres : Yohan Rosso Eddie Viator Alexandre Deman |

| 4 mars 2020 20h30 CET | Rapport | Dinamo Basket Sassari                                                | 81–84                               | San Pablo Burgos Miraflores                                         |  | Palasport Roberta Serradimigni, Sassari Arbitres : Oskars Lucis Boris Krejic Alexey Davydov |
| 4 mars 2020 20h30 CET | Rapport | Score par quart-temps : 23-26, 13-25, 32-17, 13-16                   |                                     |                                                                     |  | Palasport Roberta Serradimigni, Sassari Arbitres : Oskars Lucis Boris Krejic Alexey Davydov |
| 4 mars 2020 20h30 CET | Rapport | Score par mi-temps : 36-51, 45-33                                    |                                     |                                                                     |  | Palasport Roberta Serradimigni, Sassari Arbitres : Oskars Lucis Boris Krejic Alexey Davydov |
| 4 mars 2020 20h30 CET | Rapport | Marco Spissu, 17 Dyshawn Pierre, 11 Marco Spissu, 4 Marco Spissu, 18 | Points Rebonds Passes d. Évaluation | Vítor Benite, 30 Jasiel Rivero, 9 Ferrán Bassas, 5 Vítor Benite, 32 |  | Palasport Roberta Serradimigni, Sassari Arbitres : Oskars Lucis Boris Krejic Alexey Davydov |

| 10 mars 2020 20h30 CET | Rapport | San Pablo Burgos Miraflores                                            | 95–80                               | Dinamo Basket Sassari                                             |  | Coliseum Burgos, Burgos Arbitres : Ademir Zurapovic Eddie Viator Wojciech Liszka |
| 10 mars 2020 20h30 CET | Rapport | Score par quart-temps : 21-32, 24-11, 29-18, 21-19                     |                                     |                                                                   |  | Coliseum Burgos, Burgos Arbitres : Ademir Zurapovic Eddie Viator Wojciech Liszka |
| 10 mars 2020 20h30 CET | Rapport | Score par mi-temps : 45-43, 50-37                                      |                                     |                                                                   |  | Coliseum Burgos, Burgos Arbitres : Ademir Zurapovic Eddie Viator Wojciech Liszka |
| 10 mars 2020 20h30 CET | Rapport | Earl Clark, 22 Jasiel Rivero, 15 Bassas, McFadden, 6 Jasiel Rivero, 29 | Points Rebonds Passes d. Évaluation | Marco Spissu, 24 Marco Spissu, 5 Spissu, Evans 5 Marco Spissu, 28 |  | Coliseum Burgos, Burgos Arbitres : Ademir Zurapovic Eddie Viator Wojciech Liszka |
| 10 mars 2020 20h30 CET | Rapport | San Pablo Burgos Miraflores remporte la série 2 matchs à 0.            |                                     |                                                                   |  | Coliseum Burgos, Burgos Arbitres : Ademir Zurapovic Eddie Viator Wojciech Liszka |

| 4 mars 2020 20h30 CET | Rapport | JDA Dijon                                                                | 88–73                               | BK Nijni Novgorod                                                           |  | Palais des sports Jean-Michel-Geoffroy, Dijon Arbitres : Georgios Poursanidis Wojciech Liszka Fernando Calatrava |
| 4 mars 2020 20h30 CET | Rapport | Score par quart-temps : 20-17, 24-23, 17-16, 27-17                       |                                     |                                                                             |  | Palais des sports Jean-Michel-Geoffroy, Dijon Arbitres : Georgios Poursanidis Wojciech Liszka Fernando Calatrava |
| 4 mars 2020 20h30 CET | Rapport | Score par mi-temps : 44-40, 44-33                                        |                                     |                                                                             |  | Palais des sports Jean-Michel-Geoffroy, Dijon Arbitres : Georgios Poursanidis Wojciech Liszka Fernando Calatrava |
| 4 mars 2020 20h30 CET | Rapport | David Holston, 21 Alexandre Chassang, 7 Axel Julien, 7 David Holston, 23 | Points Rebonds Passes d. Évaluation | Brandon Brown, 19 Alexander Gankevich, 7 Brandon Brown, 6 Brandon Brown, 25 |  | Palais des sports Jean-Michel-Geoffroy, Dijon Arbitres : Georgios Poursanidis Wojciech Liszka Fernando Calatrava |

| 11 mars 2020 19h00 MSK | Rapport | BK Nijni Novgorod                                                      | 88–79                               | JDA Dijon                                                                     |  | Palais des sports Nagorny, Nijni Novgorod Arbitres : |
| 11 mars 2020 19h00 MSK | Rapport | Score par quart-temps : 24-19, 22-22, 17-20, 25-18                     |                                     |                                                                               |  | Palais des sports Nagorny, Nijni Novgorod Arbitres : |
| 11 mars 2020 19h00 MSK | Rapport | Score par mi-temps : 46-41, 42-38                                      |                                     |                                                                               |  | Palais des sports Nagorny, Nijni Novgorod Arbitres : |
| 11 mars 2020 19h00 MSK | Rapport | Evgenii Baburin, 22 Terell Parks, 10 Brandon Brown, 7 Terell Parks, 23 | Points Rebonds Passes d. Évaluation | Richard Solomon, 18 Rasheed Sulaimon, 5 David Holston, 9 Rasheed Sulaimon, 17 |  | Palais des sports Nagorny, Nijni Novgorod Arbitres : |

| 16 septembre 2020 20h30 CEST | Rapport | JDA Dijon                                                                   | 75–67                               | BK Nijni Novgorod                                                      |  | Palais des sports Jean-Michel-Geoffroy, Dijon Arbitres : Manuel Mazzoni Saverio Lanzarini Tolga Sahin |
| 16 septembre 2020 20h30 CEST | Rapport | Score par quart-temps : 20-20, 15-12, 19-23, 21-12                          |                                     |                                                                        |  | Palais des sports Jean-Michel-Geoffroy, Dijon Arbitres : Manuel Mazzoni Saverio Lanzarini Tolga Sahin |
| 16 septembre 2020 20h30 CEST | Rapport | Score par mi-temps : 35-32, 40-35                                           |                                     |                                                                        |  | Palais des sports Jean-Michel-Geoffroy, Dijon Arbitres : Manuel Mazzoni Saverio Lanzarini Tolga Sahin |
| 16 septembre 2020 20h30 CEST | Rapport | Holston, Chassang, 20 Jaron Johnson, 7 Axel Julien, 11 Chassang, Julien, 20 | Points Rebonds Passes d. Évaluation | Artem Komolov, 18 Evgeny Baburin, 7 Ivan Strebkov, 7 Artem Komolov, 15 |  | Palais des sports Jean-Michel-Geoffroy, Dijon Arbitres : Manuel Mazzoni Saverio Lanzarini Tolga Sahin |
| 16 septembre 2020 20h30 CEST | Rapport | JDA Dijon remporte la série 2 matchs à 1.                                   |                                     |                                                                        |  | Palais des sports Jean-Michel-Geoffroy, Dijon Arbitres : Manuel Mazzoni Saverio Lanzarini Tolga Sahin |

| 4 mars 2020 21h30 EET | Rapport | AEK Athènes                                                           | 92–85                               | Telekom Baskets Bonn                                                    |  | Olympic Indoor Hall, Athènes Arbitres : Manuel Mazzoni Martins Kozlovskis Gatis Salins |
| 4 mars 2020 21h30 EET | Rapport | Score par quart-temps : 28-26, 24-24, 12-20, 28-15                    |                                     |                                                                         |  | Olympic Indoor Hall, Athènes Arbitres : Manuel Mazzoni Martins Kozlovskis Gatis Salins |
| 4 mars 2020 21h30 EET | Rapport | Score par mi-temps : 52-50, 40-35                                     |                                     |                                                                         |  | Olympic Indoor Hall, Athènes Arbitres : Manuel Mazzoni Martins Kozlovskis Gatis Salins |
| 4 mars 2020 21h30 EET | Rapport | Kendrick Ray, 27 Marcus Slaughter, 10 Nikos Zisis, 7 Kendrick Ray, 27 | Points Rebonds Passes d. Évaluation | Joshiko Saibou, 19 Martin Breunig, 11 Branden Frazier, 8 Alec Brown, 22 |  | Olympic Indoor Hall, Athènes Arbitres : Manuel Mazzoni Martins Kozlovskis Gatis Salins |

| 10 mars 2020 20h00 CET | Rapport | Telekom Baskets Bonn                                                                        | 86–90                               | AEK Athènes                                                                   |  | Telekom Dome, Bonn Arbitres : Yohan Rosso Saverio Lanzarini Sasa Maricic |
| 10 mars 2020 20h00 CET | Rapport | Score par quart-temps : 24-23, 25-22, 17-17, 20-28                                          |                                     |                                                                               |  | Telekom Dome, Bonn Arbitres : Yohan Rosso Saverio Lanzarini Sasa Maricic |
| 10 mars 2020 20h00 CET | Rapport | Score par mi-temps : 49-45, 37-45                                                           |                                     |                                                                               |  | Telekom Dome, Bonn Arbitres : Yohan Rosso Saverio Lanzarini Sasa Maricic |
| 10 mars 2020 20h00 CET | Rapport | Trey McKinney-Jones, 18 Breunig, Polas Bartolo, 7 Joshiko Saibou, 5 Trey McKinney-Jones, 17 | Points Rebonds Passes d. Évaluation | Keith Langford, 25 Marcus Slaughter, 9 Mario Chalmers, 3 Marcus Slaughter, 22 |  | Telekom Dome, Bonn Arbitres : Yohan Rosso Saverio Lanzarini Sasa Maricic |
| 10 mars 2020 20h00 CET | Rapport | AEK Athènes remporte la série 2 matchs à 0.                                                 |                                     |                                                                               |  | Telekom Dome, Bonn Arbitres : Yohan Rosso Saverio Lanzarini Sasa Maricic |

#### Quarts de finale
| 30 septembre 2020 18h30 EEST 17h30 CEST | Rapport | Hapoël Jérusalem                                                         | 65–92                               | San Pablo Burgos Miraflores                                         |  | Olympic Indoor Hall, Athènes Arbitres : Aleksandar Glisic Ademir Zurapovic Martins Kozlovskis |
| 30 septembre 2020 18h30 EEST 17h30 CEST | Rapport | Score par quart-temps : 15-23, 17-26, 16-28, 17-15                       |                                     |                                                                     |  | Olympic Indoor Hall, Athènes Arbitres : Aleksandar Glisic Ademir Zurapovic Martins Kozlovskis |
| 30 septembre 2020 18h30 EEST 17h30 CEST | Rapport | Score par mi-temps : 32-49, 33-43                                        |                                     |                                                                     |  | Olympic Indoor Hall, Athènes Arbitres : Aleksandar Glisic Ademir Zurapovic Martins Kozlovskis |
| 30 septembre 2020 18h30 EEST 17h30 CEST | Rapport | Mitrović, Pappás, 13 TaShawn Thomas, 7 Tamir Blatt, 5 TaShawn Thomas, 15 | Points Rebonds Passes d. Évaluation | Kravić, McFadden, 18 Dejan Kravić, 10 Omar Cook, 7 Dejan Kravić, 28 |  | Olympic Indoor Hall, Athènes Arbitres : Aleksandar Glisic Ademir Zurapovic Martins Kozlovskis |

| 30 septembre 2020 21h30 EEST 20h30 CEST | Rapport | Türk Telekomspor                                               | 82–83                               | JDA Dijon                                                             |  | Olympic Indoor Hall, Athènes Arbitres : Manuel Mazzoni Saverio Lanzarini Tomas Jasevicius |
| 30 septembre 2020 21h30 EEST 20h30 CEST | Rapport | Score par quart-temps : 24-18, 25-28, 13-19, 20-18             |                                     |                                                                       |  | Olympic Indoor Hall, Athènes Arbitres : Manuel Mazzoni Saverio Lanzarini Tomas Jasevicius |
| 30 septembre 2020 21h30 EEST 20h30 CEST | Rapport | Score par mi-temps : 49-46, 33-37                              |                                     |                                                                       |  | Olympic Indoor Hall, Athènes Arbitres : Manuel Mazzoni Saverio Lanzarini Tomas Jasevicius |
| 30 septembre 2020 21h30 EEST 20h30 CEST | Rapport | Kyle Wiltjer, 19 Sam Dekker, 9 Tyler Ennis, 11 Tyler Ennis, 21 | Points Rebonds Passes d. Évaluation | Axel Julien, 19 Alingue, Chassang, 7 David Holston, 6 Axel Julien, 20 |  | Olympic Indoor Hall, Athènes Arbitres : Manuel Mazzoni Saverio Lanzarini Tomas Jasevicius |

| 1er octobre 2020 18h30 EEST 17h30 CEST | Rapport | ČEZ Basketball Nymburk                                                 | 82–94                               | AEK Athènes                                                        |  | Olympic Indoor Hall, Athènes Arbitres : Eddie Viator Yohan Rosso Martins Kozlovskis |
| 1er octobre 2020 18h30 EEST 17h30 CEST | Rapport | Score par quart-temps : 23-21, 16-23, 19-25, 24-25                     |                                     |                                                                    |  | Olympic Indoor Hall, Athènes Arbitres : Eddie Viator Yohan Rosso Martins Kozlovskis |
| 1er octobre 2020 18h30 EEST 17h30 CEST | Rapport | Score par mi-temps : 39-44, 43-50                                      |                                     |                                                                    |  | Olympic Indoor Hall, Athènes Arbitres : Eddie Viator Yohan Rosso Martins Kozlovskis |
| 1er octobre 2020 18h30 EEST 17h30 CEST | Rapport | Hruban, Harding, 16 Hayden Dalton, 9 Luka Rupnik, 5 Vojtěch Hruban, 17 | Points Rebonds Passes d. Évaluation | Keith Langford, 18 Yanick Moreira, 6 3 joueurs, 5 Nikos Gkikas, 16 |  | Olympic Indoor Hall, Athènes Arbitres : Eddie Viator Yohan Rosso Martins Kozlovskis |

| 1er octobre 2020 21h30 EEST 20h30 CEST | Rapport | Basket Saragosse 2002                                                       | 87–81                               | Iberostar Tenerife                                                                          |  | Olympic Indoor Hall, Athènes Arbitres : Manuel Mazzoni Aleksandar Glisic Saverio Lanzarini |
| 1er octobre 2020 21h30 EEST 20h30 CEST | Rapport | Score par quart-temps : 20-17, 19-23, 24-16, 24-25                          |                                     |                                                                                             |  | Olympic Indoor Hall, Athènes Arbitres : Manuel Mazzoni Aleksandar Glisic Saverio Lanzarini |
| 1er octobre 2020 21h30 EEST 20h30 CEST | Rapport | Score par mi-temps : 39-40, 48-41                                           |                                     |                                                                                             |  | Olympic Indoor Hall, Athènes Arbitres : Manuel Mazzoni Aleksandar Glisic Saverio Lanzarini |
| 1er octobre 2020 21h30 EEST 20h30 CEST | Rapport | Robin Benzing, 17 Hlinason, Thompson, 7 Dylan Ennis, 6 Nicolás Brussino, 17 | Points Rebonds Passes d. Évaluation | Giorgi Shermadini, 22 Doornekamp, Shermadini, 8 Marcelinho Huertas, 8 Giorgi Shermadini, 24 |  | Olympic Indoor Hall, Athènes Arbitres : Manuel Mazzoni Aleksandar Glisic Saverio Lanzarini |

#### Demi-finales
| 2 octobre 2020 18h30 EEST 17h30 CEST | Rapport | San Pablo Burgos Miraflores                                       | 81–67                               | JDA Dijon                                                                 |  | Olympic Indoor Hall, Athènes Arbitres : Manuel Mazzoni Ademir Zurapovic Tomas Jasevicius |
| 2 octobre 2020 18h30 EEST 17h30 CEST | Rapport | Score par quart-temps : 23-13, 20-17, 16-20, 22-17                |                                     |                                                                           |  | Olympic Indoor Hall, Athènes Arbitres : Manuel Mazzoni Ademir Zurapovic Tomas Jasevicius |
| 2 octobre 2020 18h30 EEST 17h30 CEST | Rapport | Score par mi-temps : 43-30, 38-37                                 |                                     |                                                                           |  | Olympic Indoor Hall, Athènes Arbitres : Manuel Mazzoni Ademir Zurapovic Tomas Jasevicius |
| 2 octobre 2020 18h30 EEST 17h30 CEST | Rapport | Vítor Benite, 25 Ken Horton, 10 Renfroe, Kravić, 6 Ken Horton, 24 | Points Rebonds Passes d. Évaluation | Axel Julien, 17 Alexandre Chassang, 11 Holston, Julien, 5 Axel Julien, 18 |  | Olympic Indoor Hall, Athènes Arbitres : Manuel Mazzoni Ademir Zurapovic Tomas Jasevicius |

| 2 octobre 2020 21h30 EEST 20h30 CEST | Rapport | AEK Athènes                                                          | 99–75                               | Basket Saragosse 2002                                                           |  | Olympic Indoor Hall, Athènes Arbitres : Aleksandar Glisic Saverio Lanzarini Martins Kozlovskis |
| 2 octobre 2020 21h30 EEST 20h30 CEST | Rapport | Score par quart-temps : 26-15, 27-17, 30-25, 16-18                   |                                     |                                                                                 |  | Olympic Indoor Hall, Athènes Arbitres : Aleksandar Glisic Saverio Lanzarini Martins Kozlovskis |
| 2 octobre 2020 21h30 EEST 20h30 CEST | Rapport | Score par mi-temps : 53-32, 46-43                                    |                                     |                                                                                 |  | Olympic Indoor Hall, Athènes Arbitres : Aleksandar Glisic Saverio Lanzarini Martins Kozlovskis |
| 2 octobre 2020 21h30 EEST 20h30 CEST | Rapport | Rice, Langford, 18 Jonas Mačiulis, 9 Nikos Gkikas, 8 Tyrese Rice, 22 | Points Rebonds Passes d. Évaluation | D. J. Seeley, 18 Nicolás Brussino, 9 Rodrigo San Miguel, 6 Nicolás Brussino, 21 |  | Olympic Indoor Hall, Athènes Arbitres : Aleksandar Glisic Saverio Lanzarini Martins Kozlovskis |

##### Match pour la troisième place
| 4 octobre 2020 17h00 EEST 16h00 CEST | Rapport | JDA Dijon                                                              | 70–65                               | Basket Saragosse 2002                                                         |  | Olympic Indoor Hall, Athènes Arbitres : Aleksandar Glisic Saverio Lanzarini Martins Kozlovskis |
| 4 octobre 2020 17h00 EEST 16h00 CEST | Rapport | Score par quart-temps : 21-19, 14-11, 22-14, 13-21                     |                                     |                                                                               |  | Olympic Indoor Hall, Athènes Arbitres : Aleksandar Glisic Saverio Lanzarini Martins Kozlovskis |
| 4 octobre 2020 17h00 EEST 16h00 CEST | Rapport | Score par mi-temps : 35-30, 35-35                                      |                                     |                                                                               |  | Olympic Indoor Hall, Athènes Arbitres : Aleksandar Glisic Saverio Lanzarini Martins Kozlovskis |
| 4 octobre 2020 17h00 EEST 16h00 CEST | Rapport | David Holston, 20 Hans Vanwijn, 9 Holston, Julien, 6 David Holston, 21 | Points Rebonds Passes d. Évaluation | Jason Thompson, 16 Jason Thompson, 8 Rodrigo San Miguel, 5 Jason Thompson, 21 |  | Olympic Indoor Hall, Athènes Arbitres : Aleksandar Glisic Saverio Lanzarini Martins Kozlovskis |

##### Finale
| 4 octobre 2020 20h00 EEST 19h00 CEST | Rapport | San Pablo Burgos Miraflores                                                    | 85–74                               | AEK Athènes                                                       |  | Olympic Indoor Hall, Athènes Arbitres : Manuel Mazzoni Yohan Rosso Eddie Viator |
| 4 octobre 2020 20h00 EEST 19h00 CEST | Rapport | Score par quart-temps : 14-24, 35-12, 19-13, 17-25                             |                                     |                                                                   |  | Olympic Indoor Hall, Athènes Arbitres : Manuel Mazzoni Yohan Rosso Eddie Viator |
| 4 octobre 2020 20h00 EEST 19h00 CEST | Rapport | Score par mi-temps : 49-36, 36-38                                              |                                     |                                                                   |  | Olympic Indoor Hall, Athènes Arbitres : Manuel Mazzoni Yohan Rosso Eddie Viator |
| 4 octobre 2020 20h00 EEST 19h00 CEST | Rapport | Thaddus McFadden, 18 Dejan Kravić, 11 Thaddus McFadden, 5 Thaddus McFadden, 22 | Points Rebonds Passes d. Évaluation | Tyrese Rice, 17 Yanick Moreira, 7 Nikos Gkikas, 5 Tyrese Rice, 17 |  | Olympic Indoor Hall, Athènes Arbitres : Manuel Mazzoni Yohan Rosso Eddie Viator |

## Récompenses individuelles

### Récompenses hebdomadaires

#### MVP par journée
| Journée | Joueur                 | Équipe                            | Pts | Reb | PD | Éval |
| ------- | ---------------------- | --------------------------------- | --- | --- | -- | ---- |
| 1       | Dyshawn Pierre (1/1)   | Dinamo Basket Sassari (1/1)       | 24  | 12  | 2  | 35   |
| 2       | Adrian Banks (1/1)     | New Basket Brindisi (1/1)         | 31  | 9   | 3  | 34   |
| 3       | James Feldeine (1/1)   | Hapoël Jérusalem (1/4)            | 25  | 3   | 2  | 27   |
| 4       | Nicolas De Jong (1/1)  | EB Pau-Lacq-Orthez (1/1)          | 35  | 4   |    | 30   |
| 5       | Kyle Wiltjer (1/1)     | Türk Telekomspor (1/1)            | 33  | 10  |    | 33   |
| 6       | Adam Smith (1/1)       | PAOK Salonique (1/1)              | 31  | 3   |    | 28   |
| 7       | Zoltán Perl (1/1)      | Falco KC Szombathely (1/1)        | 21  | 5   | 7  | 26   |
| 8       | Brandon Brown (1/1)    | BK Nijni Novgorod (1/1)           | 26  | 2   | 5  | 28   |
| 9       | Howard Sant-Roos (1/1) | AEK Athènes (1/1)                 | 18  | 7   | 6  | 25   |
| 10      | TaShawn Thomas (1/2)   | Hapoël Jérusalem (2/4)            | 23  | 6   | 2  | 32   |
| 11      | J'Covan Brown (1/1)    | Hapoël Jérusalem (3/4)            | 21  | 6   | 10 | 31   |
| 12      | Robin Benzing (1/1)    | Basket Saragosse 2002 (1/1)       | 32  | 2   | 1  | 30   |
| 13      | TaShawn Thomas (2/2)   | Hapoël Jérusalem (4/4)            | 27  | 6   | 4  | 38   |
| 14      | Earl Clark (1/1)       | San Pablo Burgos Miraflores (1/1) | 21  | 12  | 3  | 28   |

| Tour                | Joueur | Équipe | Pts | Reb | PD | Éval |
| ------------------- | ------ | ------ | --- | --- | -- | ---- |
| Huitièmes de finale |        |        |     |     |    |      |
| Quarts de finale    |        |        |     |     |    |      |
| Final Four          |        |        |     |     |    |      |

#### Meilleur cinq par journée
| Journée | PG                                                | SG                                                       | SF                                                    | PF                                                | C                                                |
| ------- | ------------------------------------------------- | -------------------------------------------------------- | ----------------------------------------------------- | ------------------------------------------------- | ------------------------------------------------ |
| 1       | Trevis Simpson (1/1) SC Rasta Vechta (1/2)        | Keith Langford (1/2) AEK Athènes (1/3)                   | Deividas Gailius (1/1) Klaipėdos Neptūnas (1/1)       | Dyshawn Pierre (1/3) Dinamo Basket Sassari (1/6)  | Giorgi Shermadini (1/1) Iberostar Tenerife (1/4) |
| 2       | Brandon Brown (1/2) BK Nijni Novgorod (1/2)       | Thaddus McFadden (1/1) San Pablo Burgos Miraflores (1/5) | Adrian Banks (1/2) New Basket Brindisi (1/2)          | Keith Hornsby (1/1) Twarde Pierniki Toruń (1/1)   | Suleiman Braimoh (1/2) Hapoël Jérusalem (1/9)    |
| 3       | Jaime Smith (1/1) Bandırma Banvit (1/5)           | R. J. Hunter (1/1) Türk Telekomspor (1/4)                | James Feldeine (1/1) Hapoël Jérusalem (2/9)           | Miro Bilan (1/1) Dinamo Basket Sassari (2/6)      | Latavious Williams (1/1) Hapoël Holon (1/3)      |
| 4       | Marco Spissu (1/1) Dinamo Basket Sassari (3/6)    | Jason Rich (1/1) Gaziantep Basketbol (1/1)               | Lahaou Konaté (1/1) Iberostar Tenerife (2/4)          | Suleiman Braimoh (2/2) Hapoël Jérusalem (3/9)     | Nicolas De Jong (1/1) EB Pau-Lacq-Orthez (1/2)   |
| 5       | Marcelinho Huertas (1/2) Iberostar Tenerife (3/4) | Keith Langford (2/2) AEK Athènes (2/3)                   | Željko Šakić (1/2) Panevėžio Lietkabelis (1/2)        | Dave Dudzinski (1/1) Telenet Giants Antwerp (1/1) | Kyle Wiltjer (1/2) Türk Telekomspor (2/4)        |
| 6       | Adam Smith (1/2) PAOK Salonique (1/3)             | Steve Vasturia (1/1) SC Rasta Vechta (1/2)               | Vítor Benite (1/3) San Pablo Burgos Miraflores (2/5)  | Vojtěch Hruban (1/2) ČEZ Basketball Nymburk (1/3) | Dyshawn Pierre (2/3) Dinamo Basket Sassari (4/6) |
| 7       | Ryan Toolson (1/1) Bàsquet Manresa (1/1)          | Zoltán Perl (1/1) Falco KC Szombathely (1/1)             | LaMonte Ulmer (1/2) JDA Dijon (1/6)                   | Vangelis Margaritis (1/1) PAOK Salonique (2/3)    | Jerai Grant (1/1) SIG Strasbourg (1/1)           |
| 8       | Brandon Brown (2/2) BK Nijni Novgorod (2/2)       | Adrian Banks (2/2) New Basket Brindisi (2/2)             | Ricky Ledo (1/1) Anwil Włocławek (1/2)                | TaShawn Thomas (1/4) Hapoël Jérusalem (4/9)       | Moustapha Fall (1/1) Türk Telekomspor (3/4)      |
| 9       | Axel Julien (1/2) JDA Dijon (2/6)                 | Tony Wroten (1/1) Anwil Włocławek (2/2)                  | Michele Vitali (1/1) Dinamo Basket Sassari (5/6)      | Howard Sant-Roos (1/1) Hapoël Jérusalem (5/9)     | Emanuel Terry (1/2) Bandırma Banvit (2/5)        |
| 10      | Adam Smith (2/2) PAOK Salonique (3/3)             | Rasheed Sulaimon (1/1) JDA Dijon (3/6)                   | MiKyle McIntosh (1/1) BC Ostende (1/1)                | TaShawn Thomas (2/4) Hapoël Jérusalem (6/9)       | Ousmane Dramé (1/1) EB Pau-Lacq-Orthez (2/2)     |
| 11      | Şehmus Hazer (1/1) Bandırma Banvit (3/5)          | J'Covan Brown Hapoël Jérusalem (7/9)                     | LaMonte Ulmer (2/2) JDA Dijon (4/6)                   | T. J. Cline (1/1) Hapoël Holon (2/3)              | Zach Hankins (1/1) ČEZ Basketball Nymburk (2/3)  |
| 12      | Marcus Foster (1/1) Hapoël Holon (3/3)            | Vítor Benite (2/3) San Pablo Burgos Miraflores (3/5)     | Dyshawn Pierre (3/3) Dinamo Basket Sassari (6/6)      | Robin Benzing (1/1) Basket Saragosse 2002 (1/1)   | Emanuel Terry (2/2) Bandırma Banvit (4/5)        |
| 13      | Tyler Kalinoski (1/1) Bandırma Banvit (5/5)       | Toddrick Gotcher (1/1) Beşiktaş JK (1/1)                 | Yorman Polas Bartolo (1/1) Telekom Baskets Bonn (1/1) | Vladímiros Yiánkovits (1/1) AEK Athènes (3/3)     | TaShawn Thomas (3/4) Hapoël Jérusalem (8/9)      |
| 14      | Axel Julien (2/2) JDA Dijon (5/6)                 | Retin Obasohan (1/1) Brose Baskets Bamberg (1/1)         | Earl Clark (1/1) San Pablo Burgos Miraflores (4/5)    | Željko Šakić (2/2) Panevėžio Lietkabelis (2/2)    | Kyle Wiltjer (2/2) Türk Telekomspor (4/4)        |

| Journée             | PG                                                | SG                                                   | SF                                                | PF                                          | C                                        |
| ------------------- | ------------------------------------------------- | ---------------------------------------------------- | ------------------------------------------------- | ------------------------------------------- | ---------------------------------------- |
| Huitièmes de finale | Marcelinho Huertas (2/2) Iberostar Tenerife (4/4) | Vítor Benite (3/3) San Pablo Burgos Miraflores (5/5) | Vojtěch Hruban (2/2) ČEZ Basketball Nymburk (3/3) | TaShawn Thomas (4/4) Hapoël Jérusalem (9/9) | Alexandre Chassang (1/1) JDA Dijon (6/6) |
| Quarts de finale    | (/) (/)                                           | (/) (/)                                              | (/) (/)                                           | (/) (/)                                     | (/) (/)                                  |
| Final Four          | (/) (/)                                           | (/) (/)                                              | (/) (/)                                           | (/) (/)                                     | (/) (/)                                  |